# Rome (Iowa)
Rome é uma cidade localizada no estado americano de Iowa, no Condado de Henry.

## Demografia
Segundo o censo americano de 2000, a sua população era de 113 habitantes.
Em 2006, foi estimada uma população de 116, um aumento de 3 (2.7%).

## Geografia
De acordo com o United States Census Bureau a cidade tem uma área de
0,3 km², dos quais 0,3 km² cobertos por terra e 0,0 km² cobertos por água.

## Localidades na vizinhança
O diagrama seguinte representa as localidades num raio de 20 km ao redor de Rome.